# دانيال ستان
دانيال ستان (بالرومانية: Daniel Stan)‏ (28 أغسطس 1978 بكورتا دي أرجيش في رومانيا - ) هو لاعب كرة قدم روماني في مركز الهجوم. لعب مع أونيريا أورزيتشيني وبيهور أوراديا ونادي أوتسيلول غالاتسي ونادي بترولول بلويشتي ونادي ميوفيني ‏ وغلوريا بيستريتسا ‏ وFC Internațional Curtea de Argeș ‏.

## وصلات خارجية
- دانيال ستان على موقع قاعدة بيانات كرة القدم.إي يو (الإنجليزية)